# لاودرهيل
لاودرهيل (بالإنجليزية: Lauderhill)‏ هي مدينة أمريكية تقع في ولاية فلوريدا. تبلغ مساحة هذه المدينة 19 (كم²)،ويبلغ عدد سكانها 66887 نسمة حسب إحصاء سنة 2010 م 66887.تشير إحصاءات سنة 2000م بأن الكثافة السكانية في هذه المدينة تقدر بـ(auto) نسمة/كم2 

## توأمة
للاودرهيل اتفاقيات توأمة مع:
- كيمليك

## أعلام
- بوبي هارت
- كورتيس جونسون
- جون هوب
- أوتري دينسون
- شيلدون مولدوف